# Xhevdet Mustafa
Xhevdet Mustafa ps. Jerry (ur. 1940, zm. 27 września 1982 we wsi Zhamë) – Albańczyk, bojownik antykomunistyczny, uczestnik nieudanej próby zamachu na Envera Hodżę.

## Życiorys
W 1964 opuścił nielegalnie terytorium Albanii i udał się do Grecji, a stamtąd do Nowego Jorku, gdzie pracował w warsztacie samochodowym. Tam też podjął współpracę z CIA. Po przejściu szkolenia wojskowego, we wrześniu 1982 wraz z trzema innymi osobami (Sabaudin Hasnedari, Halit Bajrami, Fadil Kaceli) znalazł się w Brindisi, skąd miał przedostać się do Albanii. Jeden z uczestników misji Fadil Kaceli został ranny i pozostał w Brindisi, Pozostała trójka wyruszyła z wybrzeża włoskiego łodzią motorową w nocy 24/25 września 1982 i dotarła do Albanii w rejonie Divjakë. Grupa była uzbrojona w karabiny, pistolety, posiadała także nadajnik radiowy. Prawdopodobnym celem misji było przeprowadzenie zamachu na przywódcę Albanii, Envera Hodżę. Jeden z uczestników akcji Halit Bajrami był współpracownikiem Sigurimi i miał za zadanie wydać grupę w ręce swoich mocodawców.
O świcie 25 września w pobliżu miejsca, gdzie ukrywali się Mustafa i Hasnedari pojawiła się łódź, z której wysiadło dwóch policjantów, którzy zdjęli mundury i pozostali w strojach kąpielowych. Mustafa otworzył do nich ogień, zabijając obu na miejscu. Trzeci policjant Sokrat Biti, który znajdował się na łódce był w stroju rybaka i dzięki temu przeżył. Po tym wydarzeniu grupa podążyła w kierunku miasta Rrogozhinë, zabierając ze sobą Bitiego i planując dotrzeć do Tirany. 
Na stacji kolejowej członkowie grupy zostali zauważeni przez współpracownika Sigurimi, który zwrócił uwagę na obcy akcent przybyszy i buty obcego pochodzenia, które były niedostępne dla Albańczyków i zaalarmował patrol milicji. Bajrami ujawnił przed milicjantami kim są i został zatrzymany. W czasie próby zatrzymania Mustafie i Hasnedariemu udało się uciec, ale się rozdzielili. Hasnedari postrzelony, schronił się w bunkrze w pobliżu stacji kolejowego, gdzie został zastrzelony. Xhevdet Mustafa ukradł samochód dostawczy Żuk i dojechał nim do wsi Zhamë k. Lushnji. Schronił się tam w jednym z domów, biorąc mieszkającą tam rodzinę romską (kobietę i dwoje dzieci) za zakładników. Po dwugodzinnej strzelaninie, opancerzony pojazd Sigurimi zniszczył jedną ze ścian budynku, a Mustafa zginął od strzału snajpera z karabinu wielkokalibrowego. Jedyny ocalały członek misji Halit Bajrami został ujęty i postawiony przed sądem.
Mimo że formalnie dowódcą grupy był Hasnedari, w albańskiej propagandzie komunistycznej określano ją mianem Banda Xhevdeta Mustafy, wskazując Mustafę jako przywódcę. Mimo że nikt nie przyznał się do zorganizowania akcji, albańskie media uznały przebywającego na emigracji Lekę Zogu jako organizatora całej operacji. Zeznania Halita Bajramiego posłużyły jako dowód w procesie przeciwko ministrowi spraw wewnętrznych Kadri Hazbiu, który w 1983 został skazany na karę śmierci.